# Corrado Benedettelli
Corrado Benedettelli fue un deportista italiano que compitió en remo como timonel. Ganó una medalla de plata en el Campeonato Europeo de Remo de 1905, en la prueba de cuatro con timonel.

## Palmarés internacional
| Campeonato Europeo | Campeonato Europeo | Campeonato Europeo | Campeonato Europeo |
| Año                | Lugar              | Medalla            | Prueba             |
| ------------------ | ------------------ | ------------------ | ------------------ |
| 1905               | Gante (Bélgica)    | Medalla de plata   | Cuatro con timonel |